# Wendy Beckett
Wendy Beckett (África do Sul, 25 de fevereiro de 1930 – Quidenham, 26 de dezembro de 2018) foi uma freira carmelita e historiadora da arte, notória por seus conceituados livros de introdução à história da arte, especialmente da história da pintura, bem como por seus documentários produzidos pela BBC.

## Vida
Beckett nasceu na África do Sul e foi criada em Edimburgo, Escócia. Ela se tornou uma freira em 1946, na Ordem das Irmãs de Notre Dame de Namur. Foi enviada à Inglaterra onde completou o seu noviciado e estudou no St Anne's College, em Oxford.
Depois de frequentar a universidade para ser professora em Liverpool, recebeu seu diploma para ensinar em 1954 e retornou à África do Sul para dar aulas na faculdade para mulheres de Convento de Notre Dame em Constantia, na Cidade do Cabo, onde ensinou inglês e latim. Quando o convento foi fechado em 1967, ela foi para Joanesburgo, onde lecionou na Universidade de Witwatersrand.
Após obter a permissão papal para se tornar virgem consagrada em 1970, devido a problemas de saúde, foi obrigada a desistir de ensino em 1970 e voltou para a Inglaterra, indo para o monastério carmelita de Quidenham, em Norfolk, no leste da Inglaterra. Ela passou anos traduzindo manuscritos latinos medievais antes de se decidir pela história da arte, em 1980.

## Livros
- História da Pintura (1997) ISBN 8508063180
- Meu primeiro livro de arte e oração
- Sister Wendy's 1,000 Masterpieces (co-autoria de Patricia Wright)
- The Gaze of Love: Meditations on Art and Spiritual Transformation
- The Mystical Now: Art and the Sacred

## Documentários
- Sister Wendy's Odyssey (1992)
- Sister Wendy's Grand Tour (1997)
- Sister Wendy's Story of Painting (1997) - lançado no Brasil como "Irmã Wendy e a História da Pintura"[1]
- Sister Wendy's American Collection (2001)
- Sister Wendy at the Norton Simon Museum (2001)